# The Resurrected
Pour plus de détails, voir Fiche technique et Distribution.
The Resurrected est un film américain réalisé par Dan O'Bannon, sorti en 1991. Il s'agit d'une adaptation de L'Affaire Charles Dexter Ward de H. P. Lovecraft. 

## Fiche technique
- Titre : The Resurrected
- Réalisation : Dan O'Bannon
- Scénario : Brent V. Friedman d'après L'Affaire Charles Dexter Ward de H. P. Lovecraft
- Musique : Richard Band
- Pays d'origine : États-Unis
- Genre : horreur et science-fiction
- Date de sortie : 1991

## Distribution
- John Terry : John March
- Jane Sibbett : Claire Ward
- Chris Sarandon : Charles Dexter Ward / Joseph Curwen
- Robert Romanus : Lonnie Peck
- Laurie Briscoe : Holly Tender
- Ken Camroux-Taylor : Capitaine Ben Szandor
- Patrick P. Pon : Raymond
- Bernard Cuffling : Dr Waite
- Judith Maxie : Dr Lyman
- Megan Leitch : Eliza
- Serge Houde : Physicien
- Deep Roy : Monstre